# Calosota cecidobius
Calosota cecidobius är en stekelart som först beskrevs av Jean-Jacques Kieffer 1910.  Calosota cecidobius ingår i släktet Calosota och familjen hoppglanssteklar. Inga underarter finns listade.